# Underwoodia tida
Underwoodia tida är en mångfotingart som beskrevs av Chamberlin 1925. Underwoodia tida ingår i släktet Underwoodia och familjen Caseyidae. Inga underarter finns listade i Catalogue of Life.